# Bela Vista da Caroba
Bela Vista da Caroba é um município brasileiro do estado do Paraná. Sua população estimada em 2016 era de 3.811 habitantes.